# Ski de fond aux Jeux paralympiques de 2022
Navigation
Pyeongchang 2018 Milan-Cortina 2026
Les épreuves de Ski de fond aux Jeux paralympiques d'hiver de 2022 se tiendront le 6 mars 2022 au 6 mars 2022 au centre de biathlon et de ski de fond de Zhangjiakou.
Les catégories de handicaps sont debout guidés (déficient visuel), assis et debout
Trois types d'épreuves individuelles seront présents :
- Distances courtes ou sprint : 1,5 km (debout Hommes/Femmes) ou 1,1 km (luge Hommes/Femmes)
- Distances moyennes : 10 km (debout Hommes) ou 7,5 km (luge Hommes/debout Femmes) ou 5 km (luge Femmes)
- Distances longues : 20 km (debout Hommes) ou 15 km (luge Hommes/debout Femmes) ou 12 km (luge Femmes)

Il y a également deux épreuves toutes classes de handicap : un relais mixte (au moins un homme et au moins une femmes) 4 × 2,5 km , relais ouvert (au moins deux fondeurs) 4 × 2,5 km ; dans ces épreuves de relais, il peut y avoir entre deux et quatre personnes hors guide.
Les catégories de handicaps sont déficient visuel avec guide, assis en luge et debout.
Il n'y a pas de quota propre au ski de fond, sachant que le paraski nordique regroupe le ski de fond et le biathlon.
Un comité national peut se voir attribuer un maximum de vingt (20) places de qualification masculines et quatorze (14) places de qualification féminines. Des exceptions peuvent être faites via la méthode d'allocation sur invitation de la commission bipartite. Pour être éligible, il faut être classé et avoir au moins une course de 180 points ou moins sur la liste des points de classement WPBT ou WPCC au 14 février 2022. 
97 fondeurs masculins et 67 féminines sont qualifiés au regard de leur classement en fin de saison ; les autres concurrents font l’objet d'une invitation bipartite émises par l'IPC et la fédération internationale.
Un comité national ne peut inscrire qu'une seule équipe par épreuve de relais avec des athlètes qui se sont qualifiés à au moins une épreuve individuelle (ski de fond ou biathlon).

## Médaillés
| Classe             | Épreuve                    | Or | Argent                                                                               | Bronze                                                                  |
| Femmes             |                            | |                                                                                      |                                                                         |
| Malvoyantes        | 1,5 km sprint              | Carina Edlinger (AUT) Guide : Lorenz Josef Lampl                                                                                       | Oksana Shyshkova (UKR) Guide : Andriy Marchenko                                      | Linn Kazmaier (GER) Guide : Florian Baumann                             |
| Malvoyantes        | 7,5 km libre               | Linn Kazmaier (GER) Guide : Florian Baumann                                                                                            | Wang Yue (CHN) Guide : Li Yalin                                                      | Carina Edlinger (AUT) Guide : Lorenz Josef Lampl                        |
| Malvoyantes        | 15 km classique            | Oksana Shyshkova (UKR) Guide : Andriy Marchenko                                                                                        | Linn Kazmaier (GER) Guide : Florian Baumann                                          | Leonie Maria Walter (GER) Guide : Pirmin Strecker                       |
|                    |                            | |                                                                                      |                                                                         |
| Debout             | 1,5 km sprint              | Natalie Wilkie (CAN) | Vilde Nilsen (NOR)                                                                   | Sydney Peterson (USA)                                                   |
| Debout             | 7,5 km libre               | Oleksandra Kononova (UKR) | Natalie Wilkie (CAN)                                                                 | Iryna Bui (UKR)                                                         |
| Debout             | 15 km classique            | Natalie Wilkie (CAN) | Sydney Peterson (USA)                                                                | Brittany Hudak (CAN)                                                    |
|                    |                            | |                                                                                      |                                                                         |
| Assises            | 1,1 km sprint              | Yang Hongqiong (CHN) | Oksana Masters (USA)                                                                 | Li Panpan (CHN)                                                         |
| Assises            | 5 km                       | Yang Hongqiong (CHN) | Oksana Masters (USA)                                                                 | Ma Jing (CHN)                                                           |
| Assises            | 12 km                      | Yang Hongqiong (CHN) | Oksana Masters (USA)                                                                 | Li Panpan (CHN)                                                         |
| Hommes             |                            | |                                                                                      |                                                                         |
| Malvoyants         | 1,5 km sprint              | Brian McKeever (CAN) Guide : Russell Kennedy                                                                                           | Jake Adicoff (USA) Guide : Sam Wood                                                  | Zebastian Modin (SWE) Guide : Emil Jönsson                              |
| Malvoyants         | 10 km libre                | Brian McKeever (CAN) Guide : Graham Nishikawa                                                                                          | Zebastian Modin (SWE) Guide : Emil Jönsson                                           | Dmytro Suiarko (UKR) Guide : Oleksandr Nikonovych                       |
| Malvoyants         | 20 km classique            | Brian McKeever (CAN) Guides : Russell Kennedy et Graham Nishikawa                                                                      | Jake Adicoff (USA) Guide : Sam Wood                                                  | Zebastian Modin (SWE) Guide : Jari Teppo Huhta                          |
|                    |                            | |                                                                                      |                                                                         |
| Debout             | 1,5 km sprint              | Benjamin Daviet (FRA) | Marco Maier (GER)                                                                    | Grygorii Vovchynskyi (UKR)                                              |
| Debout             | 12,5 km libre              | Wang Chenyang (CHN) | Benjamin Daviet (FRA)                                                                | Cai Jiayun (CHN)                                                        |
| Debout             | 20 km classique            | Taiki Kawayoke (JPN) | Cai Jiayun (CHN)                                                                     | Qiu Mingyang (CHN)                                                      |
|                    |                            | |                                                                                      |                                                                         |
| Assis              | 1,1 km sprint              | Zheng Peng (CHN) | Mao Zhongwu (CHN)                                                                    | Collin Cameron (CAN)                                                    |
| Assis              | 7,5 km assis               | Mao Zhongwu (CHN) | Zheng Peng (CHN)                                                                     | Giuseppe Romele (ITA)                                                   |
| Assis              | 15 km                      | Zheng Peng (CHN) | Mao Zhongwu (CHN)                                                                    | Collin Cameron (CAN)                                                    |
| Mixte              |                            | |                                                                                      |                                                                         |
| Toutes les classes | Relais mixte (4 × 2,5 km)  | États-Unis Oksana Masters Sydney Peterson Daniel Cnossen Jake Adicoff Guide : Sam Wood                                                 | Chine Shan Yilin Wang Chenyang Zheng Peng Cai Jiayun                                 | Canada Collin Cameron Emily Young Mark Arendz Natalie Wilkie            |
| Toutes les classes | Relais ouvert (4 × 2,5 km) | Ukraine Dmytro Suiarko Guide : Oleksandr Nikonovych Grygorii Vovchynskyi Vasyl Kravchuk Anatolii Kovalevskyi Guide : Oleksandr Mukshyn | France Benjamin Daviet Anthony Chalencon Guides : Alexandre Pouye et Brice Ottonello | Norvège Kjartan Haugen Vilde Nilsen Thomas Oxaal Guide : Ole-Martin Lid |

## Tableau des médailles
- Pays organisateur (Chine)

| Rang  | Nation     | Or | Argent | Bronze | Total |
| ----- | ---------- | -- | ------ | ------ | ----- |
| 1     | Chine      | 7  | 6      | 5      | 18    |
| 2     | Canada     | 5  | 1      | 4      | 10    |
| 3     | Ukraine    | 3  | 1      | 3      | 7     |
| 4     | États-Unis | 1  | 5      | 1      | 7     |
| 5     | Allemagne  | 1  | 2      | 2      | 5     |
| 6     | France     | 1  | 2      | 0      | 3     |
| 7     | Japon      | 1  | 0      | 0      | 1     |
| 8     | Suède      | 0  | 1      | 2      | 3     |
| 9     | Norvège    | 0  | 1      | 1      | 2     |
| 10    | Italie     | 0  | 0      | 1      | 1     |
| Total | Total      | 20 | 20     | 20     | 60    |